# Merlin (группа)
Merlin — брутал дэт-метал-группа, основанная в 1992 году первой российской гроулинг-вокалисткой Марией Абаза.

## История
Группа Merlin основана в 1992 году вокалисткой Марией Абаза и гитаристом Александром Иоффе. Позже к ним присоединился ударник Николай Быков по прозвищу «Профессор Грайнда». До Merlin каждый из музыкантов имел большой опыт игры в группах разных стилей от хард-рока до трэш-метала. Мерлин известен как колдун из легенд о короле Артуре, и, по мнению музыкантов, его образ лучше всего представлен в книге Стивена Кинга «Тёмная Башня». Помимо этого, слово «merlin» переводится с английского языка как кречет, хищная птица, которая рвёт плоть своим острым клювом и окровавленными когтями, что отображает стиль группы; с французского языка «merlin» переводится, как «тяжёлый топор», «большая кувалда», «колун», «резак мясника» или «молот для убоя скота на бойне».
Мария Абаза обладает редким диапазоном голоса от контральто (перекрывает мужской баритон) до сопрано. Она — одна из самых первых женщин-гроулеров и скримеров в мире и первая в России. У неё джазовое образование, что, как говорит сама Мария, помогло ей найти собственный стиль пения в дэт-метале.
Первая демозапись Merlin под названием «Welcome to Hell» (1992) была создана в дэт/трэш стиле, но, потом, через три месяца того же года, они выпустили вторую демозапись «Die!» — в дэт/грайнд направлении. В 1994 году вышла третья демозапись «Prisoner of Death», ставшая наиболее известной из трёх. На неё было написано много рецензий в метал-журналах мира, которые несли в себе положительную оценку. В 1997 году вышла фундаментальная работа Merlin — альбом «Deathkoteque», признанный самым брутальным альбомом того года. Эрик Рутан (Morbid Angel, Hate Eternal) прослушав альбом, сказал, что «немногие мужики способны сделать столько и на таком высоком уровне, как Мария».
Через некоторое время альбом в перемастеренном варианте вышел на канадской фирме «GRIND IT records, Canada». В 1998 году в группу пришёл второй гитарист Артем (Bolt) Назаров (экс—Anal Pus), после чего звук Merlin стал ещё более мощным. В 1999 году музыкантам поступило предложение от канадской фирмы GWN Records о выпуске нового альбома. В начале 2000 года группа приступила к записи альбома «They Must Die», который вышел в мае. В сентябре 2000 «They Must Die» вышел в кассетном варианте на российской фирме Hobgoblin, а в январе 2001 вышел CD на GWN records.
В июне 2003 группа начала записывать альбом под рабочим названием «Brutal Constructor». Материал для альбома создавался в течение почти трёх лет. Основная концепция альбома — «ультрабыстрая и супер брутальная музыка на грани технических возможностей». Запись шла полным ходом и планировался тур по Европе в поддержку альбома «They Must Die», когда пришло известие о том, что 13 июля 2003 года погиб в автокатастрофе бессменный барабанщик Николай Быков.
Merlin вели поиск нового барабанщика и остановили выбор на Анатолии Бойченко.
Третий альбом «Brutal Constructor» записывался с трудом. Барабанные партии Быкова были записаны ещё до его смерти. В 2004 году альбом вошёл в десятку самых брутальных дет-метал альбомов Европы.
Особенность их третьего альбома не только в том, что в нём содержится кавер-версия на песню группы Death «Zombie Ritual», но и в том, что здесь чувствуется явное влияние традиций классической музыки. Абаза — праправнучка композитора Аркадия Абазы, а Игорь Стравинский её двоюродный прадедушка. На альбоме «Brutal Constructor» можно услышать сочетание классической музыки с современным экстремальным металлом песня — Slaughter on Ice — кавер-версия в стиле брутал-дэт-метала на пятую часть кантаты Сергея Сергеевича Прокофьева «Александр Невский» (музыка к фильму Сергея Эйзенштейна «Александр Невский» 1939 года).
За следующие несколько лет состав группы не раз менялся. Назаров ушёл в 2004 году, после чего в группу пришёл молодой гитарист Сергей Чебанов, игравший в Merlin до 2006 года. Осенью 2006 года вместо него стал играть Михаил Карпеев. Позже группе присоединились барабанщик Влад «Ravendark» Ворона (ex-Thunderstorm) и гитарист Ринат.
Затем группа приостановила деятельность.

## Состав
- Мария Абаза — вокал, бас-гитара
- Александр Иоффе — ведущая гитара
- Ринат — ритм-гитара
- Владислав «Ravendark» Ворона — ударные

### Бывшие участники
- Николай Быков — ударные (1992—2003)
- Артём «Bolt» Назаров — ритм-гитара (1998—2004)
- Анатолий «Alchothron» Бойченко — ударные (2003—2007)
- Сергей Чебанов — гитара (2004—2006)
- Михаил Карпеев — гитара (2006—2007)

## Дискография

### Студийные альбомы
- 1997: «Deathkoteque»
- 2000: «They Must Die»
- 2004: «Brutal Constructor»

### Демозаписи
- 1992: «Welcome to Hell»
- 1992: «Die»
- 1994: «Prisoner of Death»